# 藤村忠彦
藤村 忠彦（ふじむら ただひこ、1945年7月10日 - ）は、日本の農水官僚。東京都出身。東京都立新宿高等学校を経て東京農工大学農学部卒業。

## 来歴
1969年、農林水産省に入省。畜産局畜産経営課環境保全班係長、牛乳製品課、畜政課、東北農政局、関東農政局勤務を経て、1993年、家畜改良センター新冠牧場長に就任。1996年、農畜産振興事業団食肉生産流通部長に就任。1998年、全国牛乳普及協会専務理事に就任。2001年、日本乳業協会常務理事に就任。2006年、社団法人日本ホルスタイン登録協会専務理事に就任。

## 備考
2006年、雑誌「DAIRYMAN」10月号の「人」で藤村の特集が組まれた。

## 主な著作・論文
- 「だから酪農は面白い　酪農はものすごく幅の広い産業――だから酪農は面白い！」Dairy japan　2007年7月号